# Slowaken
De Slowaken (Slowaaks: Slováci) zijn een West-Slavisch volk. Ze leven vooral in Slowakije. Ook zijn er minderheden in Tsjechië, Servië, Hongarije en het westen van Roemenië. Slowaken spreken de Slowaakse taal, die nauw verwant is aan het Tsjechisch. Op het moment zijn er ongeveer 6 miljoen etnische Slowaken, waarvan 4,6 miljoen binnen de landsgrenzen van Slowakije.
De Slowaken waren vanaf circa het jaar 900 voortdurend onderdeel van Hongarije als bewoners van het noordelijk deel van het koninkrijk. Toen Hongarije vanaf 1526 in drie stukken uiteenviel door de Turkse bezetting, werd het huidige Slowakije het kernland van het overblijvende Hongarije. Er kwam druk vanuit het zuiden en vele gebieden die eerst door Slowaken werden bewoond, werden toen deels Hongaarstalig. De Hongaarse adel was als grootgrondbezitter de leidende macht, hoewel er ook Slowaakse families tot de Hongaarse adel toetraden.
Vanaf de 18e eeuw begon een nationaal bewustzijn te ontstaan.
Het Hongaarse woord voor Slowaak is Tót(h).